# A大調浪漫曲 (佛瑞)
A大調浪漫曲，作品69，是加布里埃爾·佛瑞的室內樂作品，完成於1894年。

## 創作背景
據知，此作的樂思來自佛瑞為大提琴、管風琴所作的〈慢板〉，其確切的創作時間迄今未知，後來名稱亦改為〈行板〉。大約在1894年左右，佛瑞對〈行板〉進行改編，除了結束段落刪去一小節之外，主要便是將原本豐富的管風琴音效轉寫為16分音符為主的鋼琴伴奏。作品首演（1894年11月14日）之後不久，佛瑞再將名稱改為〈稍快的行板〉（Andante quasi Allegretto），而後又在巴黎出版商朱利安·阿梅勒的建議下改稱〈浪漫曲〉。
1894年11月14日，作品在日內瓦音樂院的「佛瑞藝術節」首演，由阿道夫·雷贝格（Adolf Rehberg）擔任大提琴演奏，佛瑞本人親任鋼琴部份。
此作的被題獻人是朱尔·格里泽（Jules Griset），他是一名藝術愛好者，業餘愛好者合唱團（Sociéte Chorale d'Amateurs）的指揮，亦是業餘的大提琴演奏者。佛瑞是其音樂沙龍的常客，也經常與合唱團一同演出。

## 分析
此作的特色在於大提琴中-高音域堪比男高音的音色選擇，與作品77的《蝴蝶》（Papillon）的炫技性質相比，A大調夜曲更為注重大提琴的旋律性與歌唱表達。其中的主題則引自五年前的作品《夏洛克》（Shylock，作品57）當中的一段夜曲，是佛瑞相當喜愛的一段旋律。

## 外部連結
- 佛瑞A大調浪漫曲：国际乐谱典藏计划上的乐谱